# Политичко комуницирање
Политичко комуницирање представља размјену различитих порука у домену политичких активности. Обухвата све видове комуницирања у политичкој сфери без обзира на облик власти и друштвене и политичке услове, на облике у којима се појављују садржаји, као и на средства која се користе.
Као појам и дјелатност политичко комуницирање везује се за савремена друштва и за наглашену улогу масовних медија, који су изузетно значајан учесник процеса размјене политичких порука. Ипак, за постојање политичког комуницирања није пресудна појава и укључивање масовних медија. Политичко комуницирање у давним временима одвија сена племенским скупштинама, на скуповима на којима владар саопштава своје одлуке, у Aeropagu у старовјековној Атини, у римском Сенату или на трговима у мањим мјестима на којима су добошари читали владарева наређења итд. У савременим друштвима освија се и мимо масовних медија-на митинзима или скупштинским засједањима. Политичко комуницирање постоји откада је власти и полтике.

## Субјекти политичког комуницирања
1. колективни - у њих спадају: држава, политичке странке, медији, синдикати, терористичке групе, организације;
2. индивидуални - у њих спадају: државни и политички фун кционери, новинари и грађани.